# Nielsen Holdings
Nielsen Holdings Plc, antigament conegut com a Nielsen N.V., és una empresa nord-americana d'informació i dades de renom mundial.
És una empresa privada amb seu central a Nova York i va ser fundada l'any 1923 per Arthur C. Nielsen des d'aleshores ha esdevingut famosa mundialment, ja que l'any 2014 comptava amb més de 40.000 treballadors.
Actualment Nielsen Holdings opera a més de 100 països i és una de les fonts líders en informació de mercat i investigació de publicitat, fet que la converteix en un referent en la informació de mitjans de comunicació i audiències de televisió, informació en línia, aparells mòbils, publicacions de negocis i entreteniment. Té diferents empreses subsidiàries com Nielsen Online, Nielsen Mobile i Nielsen Consumer.

## Història
Nielsen Holdings va ser creada l'any 1923 per l'enginyer i empresari Arthur Nielsen amb la intenció d'esdevenir una empresa que comparés els resultats de diferents vendes competitives i crees enquestes d'enginyeria.
Així doncs Nielsen Holdings va ser la primera empresa a oferir investigacions de mercat i l'any 1932 va expandir-se encara més al crear un índex de vendes que seguia el flux de compres d'aliments i medicaments per tal de poder mesurar les vendes minoritàries. Dit d'una altra manera, Nielsen Holdings va ser capaç de determinar per primera vegada les quotes de mercat de les empreses que l'utilitzaven.
Durant els anys vinents l'empresa va centrar-se especialment en la ràdio i la televisió i amb la creació de l'audímetre l'any 1936 va ser capaç d'identificar les emissores de ràdio que havien estat sincronitzades durant un dia concret, fet que més tard (1942) va evolucionar fins a convertir-se en un mesurador nacional d'audiències radials. Així és com va néixer el mesurament d'audiències, àrea més important i coneguda de Nielsen Holdings., que més endavant (1950) també va expandir-se cap al món de la televisió. Tot i la seva popularitat l'any 1968 l'empresa va decidir prescindir d'aquest servei i va anul·lar els mesuraments d'audiències radials fins a l'any 2008, quan van tornar-les a incorporar al seu mercat.
Pel que fa al capital privat de l'empresa Nielsen Holdings va ser adquirida per l'empresa Dun&Bradstreet l'any 1984, que any més tard (1996) la va dividir en dos, creant Nielsen Medir research i AC Nielsen. Amb aquesta separació la primera companyia va ser l'encarregada de les classificacions i mesuradors relacionats amb la televisió mentre que la segona va esdevenir la responsable de les tendències de compra dels consumidors. Aquesta separació, però, no va ser definitiva, ja que després de l'adquisició d'AC Nielson per l'editorial holandesa VNU (Verengde Nederlandse Uitgeverijen) l'any 1999 i la venda de les seves propietats durant els anys posteriors a diverses revistes i companyies, l'any 2001 vam¡n tornar-se a ajuntar. Aleshores però, VNU havia combinat les propietats de Nielsen amb altres unitats de recerca de dades com BASES, HCI o Spectre, augmentant així la capacitat de mesurament original de NIelsen Holdings.